# Області стійкості
Області стійкості — термін із загальної теорії аналізу властивостей моделей екосистем, використовуваний для позначення множин початкових станів (на фазових діаграмах), що не приводять в подальшому до руйнування системи. Міняючи параметри та рівняння моделі, можна досліджувати величину і форму областей стійкості.
При синтезі в системах автоматичного управління (САУ) часто є можливість варіювання параметрів системи. Як правило такими є настроїчні параметри регулятора (k, Ти, Тд) і характеристики ПП (k, тау) При цьому необхідно визначити діапазони варіювання цих параметрів, що забезпечують стійкість системи — область стійкості. Визначити області стійкості можна наступним чином.
1. Будується межа області стійкості, тобто таке поєднання параметрів при якому система стійка, в результаті вихідний простір розбивається на окремі множини
2. Беремо точку лежачу по одну сторону межі і перевіряємо систему на стійкість. Якщо система стійка, то ми знайшли область стійкості. В даний час для складних завдань при визначенні областей стійкості використовуються алгебраїчні методи, що дозволяють визначити область аналітичним шляхом — Де-розбиття.

## Ресурси Інтернету
- Области устойчивости САУ [недоступне посилання з липня 2019]
- Екологічне моделювання